# Baranivka, Malîn
Baranivka (în ucraineană Баранівка) este un sat în comuna Pîrijkî din raionul Malîn, regiunea Jîtomîr, Ucraina.

## Demografie
Componența lingvistică a localității Baranivka
     Ucraineană (98,64%)
     Rusă (1,36%)
Conform recensământului din 2001, majoritatea populației localității Baranivka era vorbitoare de ucraineană (98,64%), existând în minoritate și vorbitori de rusă (1,36%).